# Stallingborough
Stallingborough is een civil parish in het bestuurlijke gebied North East Lincolnshire, in het Engelse graafschap Lincolnshire met 1234 inwoners.